# Dieter Braun
Dieter Braun (Ulm, 2 de fevereiro de 1943), é um ex-motociclista alemão, bicampeão do mundo e vencedor do TT da Ilha de Man.
Nascido durante a Segunda Guerra Mundial, Braun correu durante nove temporadas no mundial de motovelocidade, alternando entre as 125, 250, 350 e 50cc. Seus dois melhores anos no campeonato foram 1970 e 1973, quando terminou campeão.
Em 1970, correndo pela Suzuki, terminou com o título das 125cc. Neste mesmo ano, Braun venceria o prestigioso TT da Ilha de Man, se tornando um dos apenas sete pilotos a vencerem competição em sua primeira (e única) tentativa. Já em 1973, Braun conseguiria seu segundo título, correndo pela Yamaha, nas 250cc. Durante esses anos, Braun contou com a participação em sua equipe como mecânico de Anton Mang, que viria a se tornar pentacampeão do mundo, contando com o suporte no início de Braun.
Braun também esteve perto de terminar campeão em 1969 nas 125cc, e em 1974, nas 250cc e 350cc, mas terminando com o vice-campeonato, e ainda um terceiro nas 250cc em 1975. 1975 seria sua última oportunidade de tentar um tricampeonato, pois após uma temporada decepcionante em 1976, acabou encerrando sua carreira em 1977 por conta de um sério acidente no GP da Áustria, logo no início do campeonato. Curiosamente, seu pupilo, Mang, também teve que encerrar a carreira, onze anos depois, por conta de uma lesão durante uma corrida.